# 술라이마니야주

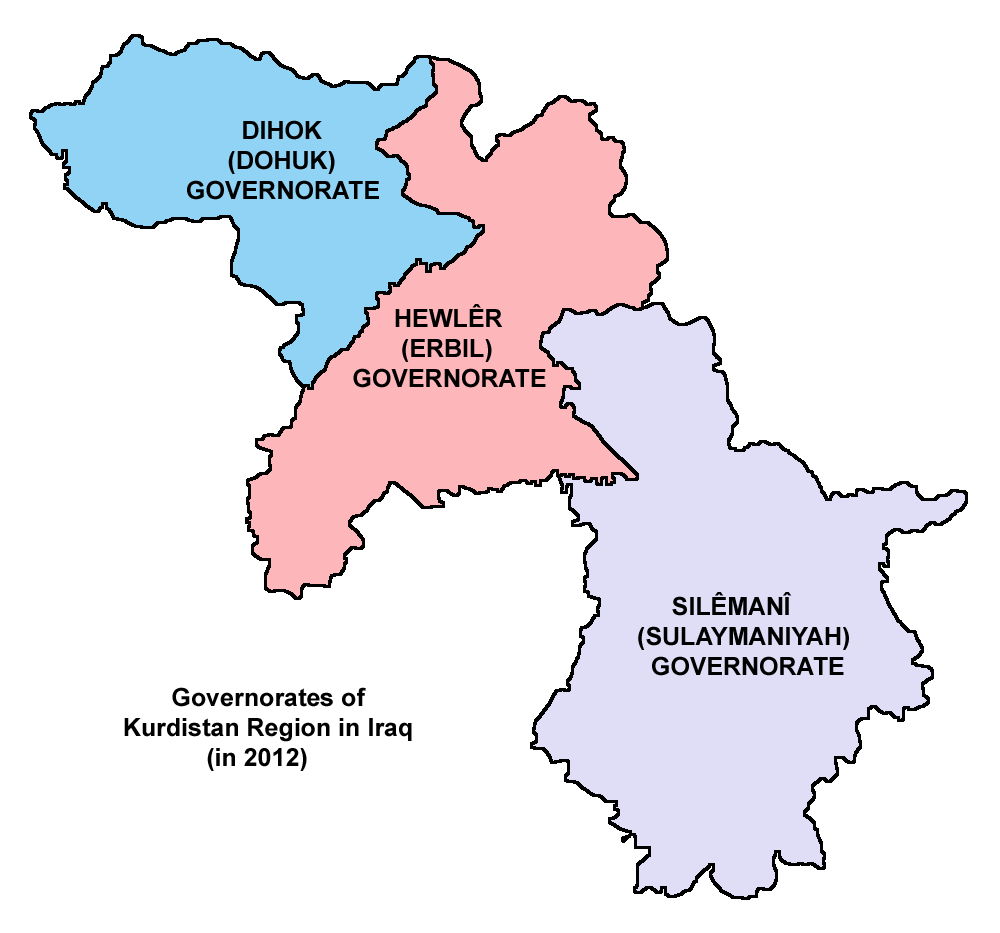

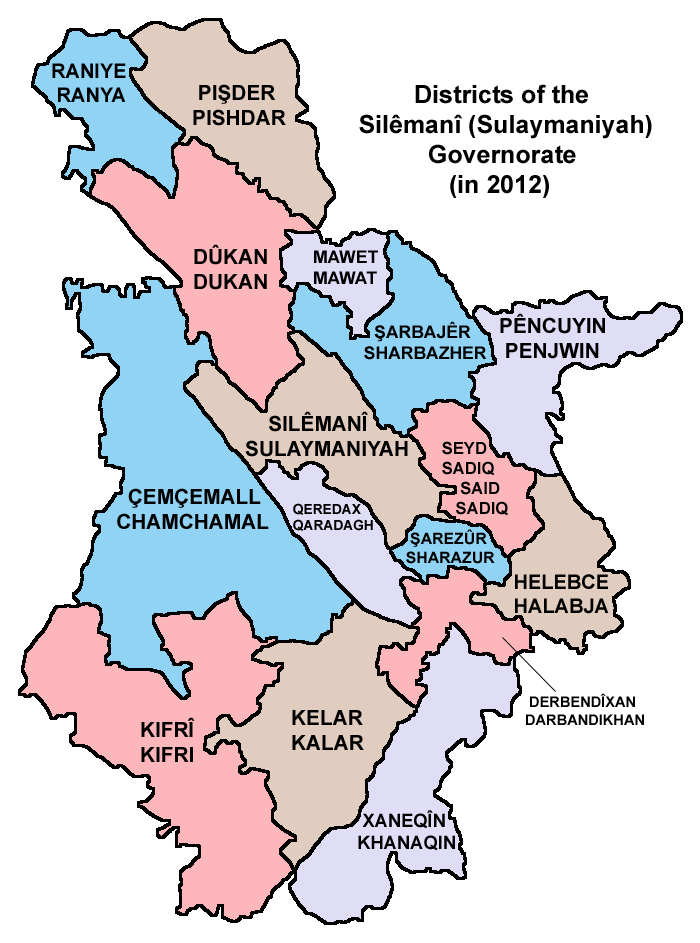

술라이마니야주(아랍어: محافظة السليمانية, 쿠르드어: Silêmanî)는 이라크의 주로, 주도는 술라이마니야이며 면적은 17,023 km2, 인구는 1,894,000명(2009년 기준)이다. 쿠르드 자치구를 구성하는 주 가운데 하나이다.
남쪽으로는 디얄라주, 남서쪽으로는 살라딘주, 서쪽으로는 타밈주, 북서쪽으로는 아르빌주와 접하며 동쪽으로는 할라브자주, 북동쪽으로는 이란과 국경을 접한다.